# Helenenbad (Görlitz)

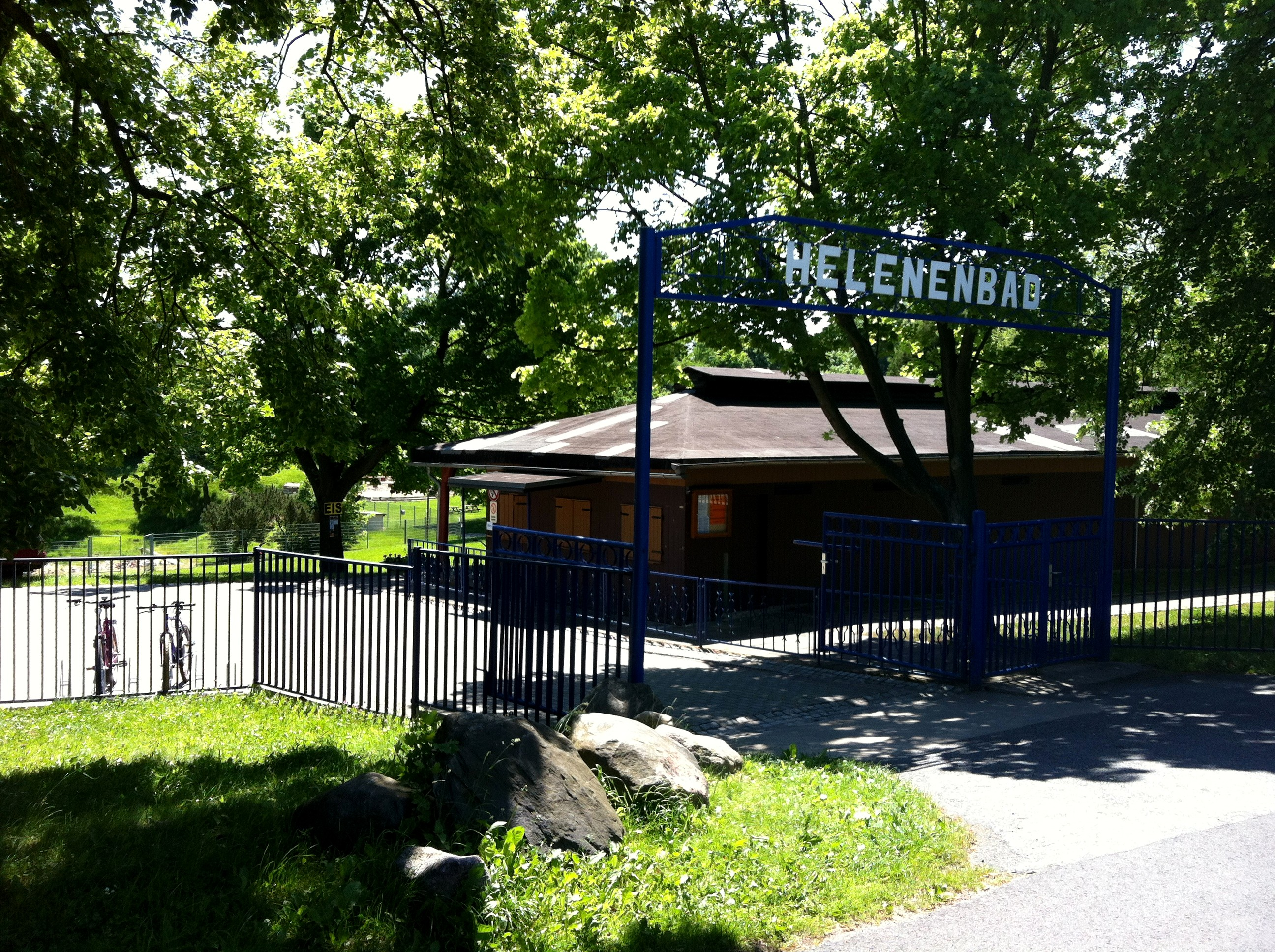
Entrée du Helenenbad

Le Helenenbad était une piscine extérieure située au nord-ouest du centre-ville de Görlitz. Aujourd'hui, les pelouses et les installations de jeu situées sur le terrain de l'ancien bain sont utilisées comme bain d'air et parc. 
Dès 1921, les membres du club de natation des travailleurs décident de construire leur propre piscine car leurs relations avec le club bourgeois Weddigen, qui utilise le Stadtbad Weinbergpark, ne sont pas bonnes. La baronne du Leontinenhof, Helene von Carnap, a alors vendu une partie de sa propriété à des conditions favorables au club de natation des travailleurs.  Le Bauhaus Görlitz, une entreprise de construction syndicale, a repris le contrat de construction. Des parties de la population se sont portées volontaires pour la construction du bain, rémunérées avec des marques de construction. Leontinenhof a fourni gratuitement les remorques nécessaires aux services de transport.
En 1922, la piscine extérieure a été ouverte. La piscine des nageurs avait 70 mètres de long et 25 mètres de large. La piscine adjacente non-nageur mesurait 20 x 25 mètres. Au bord de la piscine des nageurs se trouvait un tremplin de trois et de cinq mètres. Les deux bassins étaient alimentés par l'eau de la source Siebenbörner, située à proximité. À côté du bassin il y avait des pelouses sur une pente plate. Le bain a été utilisé par de nombreuses familles de travailleurs comme lieu d’excursion, mais des entraîneurs bénévoles ont également formé des nageurs, des plongeurs et des joueurs de water-polo.
Après la prise du pouvoir par les socialistes nationaux, la piscine est reprise par le front du travail allemand (DAF) qui rouvert le bain le 19 mai 1934 comme Volksbad der Deutschen Arbeitsfront. Plus tard, la piscine a été transcrite à la municipalité qui a dirigé le bain jusqu’en 2002. Le bain a été restauré en 1960 et a attiré à l'époque de la RDA jusqu'à 30 000 visiteurs par an. 
En 1992, le kiosque, l'aile de la douche et les vestiaires ont été modernisés. Le bassin avait de graves fissures de sorte que l’eau devait toujours être repompée ce qui entraînait une baisse de la température de l’eau dans les piscines. La ville a fermé le bain en 2002 en raison du manque de fonds pour la rénovation. Au cours de la dernière année de fonctionnement, 10 500 € de recettes ont été compensés par 63 000 € de dépenses. Il y avait plusieurs projets et décisions du conseil municipal de restaurer les bassins, mais ceux-ci échouèrent principalement à cause du manque d'argent ou de subventions annuelles que la ville devrait fournir. Seules les installations autour des bassins ont été mises en ordre, les bâtiments rénovés et les installations sanitaires rénovées. En outre, deux terrains de football et un terrain de beach volley ont été construits,. En 2006, une association de parrainage (en allemand : Förderverein) pour le Helenenbad a été fondée. 
Selon l'association de parrainage, un nouveau bâtiment avec un bassin en acier inoxydable coûterait environ 700 000 €. En 2007, le bain a été rouvert en tant que bain d’air sans piscine. Malgré tout, le Förderverein poursuit sa réouverture avec des piscines pour le futur. 

## Liens Web
- Page d'accueil du Förderverein "Görlitzer Helenenbad e. V."

## références
1. 1 2 3  (de) Roland Otto, Görlitzer Badeanstalt erlebte politische Wirren, coll. « Sammelwerk=Sächsische Zeitung », 30 mai 2003
2. ↑  (de) Susan Ehrlich, Baden fällt ins Wasser, coll. « Sammelwerk=Sächsische Zeitung », 5 juin 2002
3. 1 2  (de) Ingo Kramer, Einfaches Bad reicht aus, Sächsische Zeitung, 30 novembre 2006
4. ↑  (de) Geschichte des Görlitzer Helenenbades, coll. « Sammelwerk=Sächsische Zeitung », 15 août 2007
5. ↑  (de) Christine Marakanow, Kosmetik allein reicht hier nicht., coll. « Sächsische Zeitung », 18 mai 2005
6. ↑  Online (de): helenenbad.de/
7. ↑  (de) Jenny Ebert, Große Pläne für Helene, coll. « Sächsische Zeitung », 17 septembre 2007
8. ↑  (de) Ingo Kramer, Gäste vermissen das Wasser., coll. « Sächsische Zeitung », 15 août 2007